# Víctor Rodríguez Romero
Víctor Rodríguez Romero (Barcellona, 23 luglio 1989) è un ex calciatore spagnolo, di ruolo ala o centrocampista.

## Carriera

### CLub
Nella stagione 2012-2013 ha giocato 33 partite nella Primera División con il Real Saragozza. Gli anni successivi gioca sempre in Primera División con Elche, Getafe e Sporting Gijon, prima di passare ai Seattle Sounders nell'estate 2017, coi quali raggiunge la finale di MLS. Condizionato da alcuni infortuni, non riesce a giocare con continuità nell'annata successiva, trovando il suo primo goal in campionato nella sconfitta interna contro i Portland Timbers. 

### Nazionale
Ha disputato due incontri con la Selezione di calcio della Catalogna.

## Palmarès

### Club

#### Competizioni nazionali
- Campionato MLS: 1

Seattle Sounders: 2019
- Super Cup: 1

Odisha: 2023